# يودس
يودس (بالبرتغالية: Eudes Lacerda Medeiros) هو لاعب كرة قدم برازيلي في مركز الوسط، ولد في 4 أغسطس 1955 في ساو باولو في البرازيل. لعب مع جمعية بورتوغيزا الرياضية.

## وصلات خارجية
- يودس على موقع قاعدة بيانات كرة القدم.إي يو (الإنجليزية)
- يودس على موقع اللجنة الأولمبية الدولية (الإنجليزية)
- يودس على موقع أوليمبيديا (الإنجليزية)